# Caupedactylus
Caupedactylus é um gênero de pterossauro da família Tapejaridae do Cretáceo Inferior do Brasil. Há uma única espécie descrita para o gênero Caupedactylus ybaka. Seus restos fósseis, que inclui um crânio completo, uma mandíbula e alguns elementos do pós-crânio, foram encontrados na formação Romualdo entre as cidades de Nova Olinda e Santana do Cariri no estado do Ceará.
O epíteto específico vem da língua tupi ybaka, céu.